# Digoin
Digoin é uma comuna francesa na região administrativa de Borgonha-Franco-Condado, no departamento Saône-et-Loire. Estende-se por uma área de 34,71 km². Em 2010 a comuna tinha 8 024 habitantes (densidade: 231,2 hab./km²).